# Каплиця Перуцці
 Каплиця Перуцці (італ. Cappella Peruzzi) — каплиця в церкві Санта Кроче у місті Флоренція, стінописи якої створив уславлений художник Джотто.

## Історичні дані
Каплиця створена на замовлення багатої родини купців Перуцці в церкві Святого Христа, що побудована у готичному стилі. Це друга каплиця праворуч від входу до церкви. Стінописи були замовлені уславленому художнику Джотто в період, коли той повернувся з міста Падуя, де створив фрески в каплиці Скровеньї, свій шедевр.

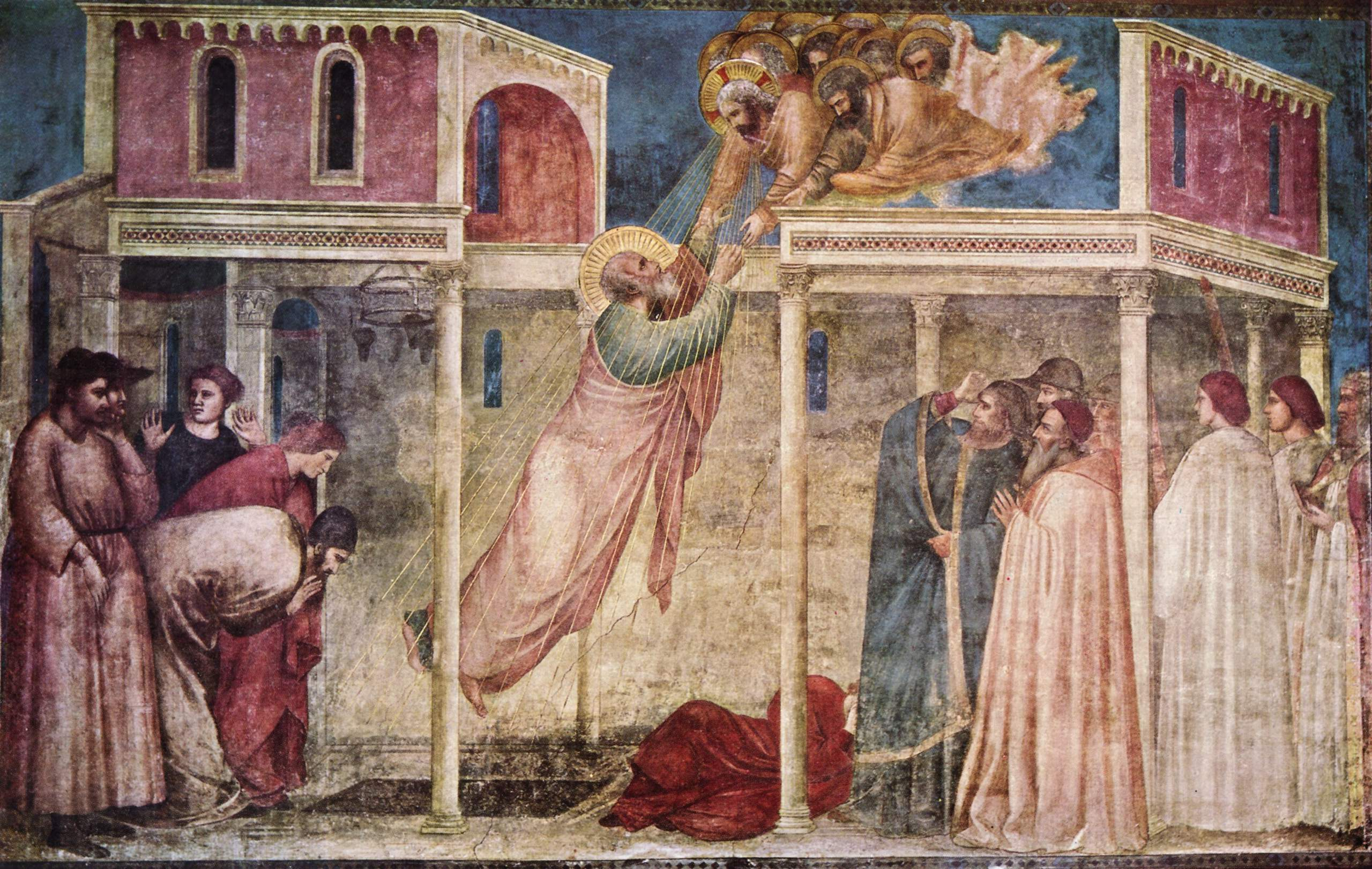
Вознесіння Св. Івана Богослова, каплиця Перуцці

Церква Санта Кроче використовувалась за своїм призначенням і стала своєрідним пантеоном уславлених синів Флоренції. Саме тут поховані Мікеланджело, Галілео Галілей, Енріко Фермі. Своє поховання було і в каплиці Перуцці, заради якого були збиті фрески в нижній частині приміщення. 1714 року старі і не коштовні (на думку тогочасних вірян) фрески 14 століття були забілені крейдою.
Стінописи були поховані під крейдою більш ніж 100 років. Їх розчистили у 1840 року та трохи реставрували на хвилі зростання цікавості до національного культурного надбання.

## Стінописи каплиці

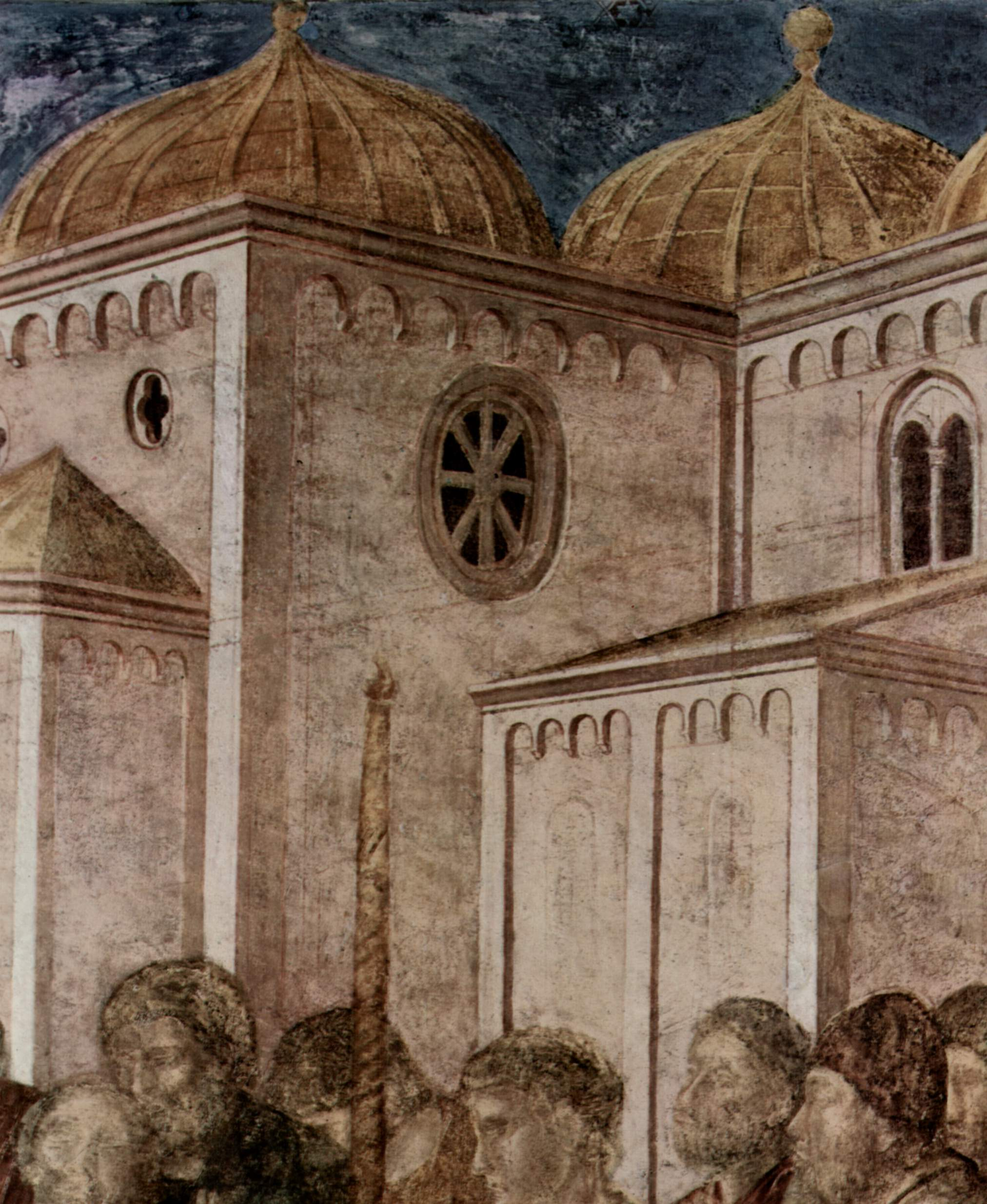
Храм, фрагмент стінопису 14 ст. «Воскресіння Друзіана»

Церква первісно мала чотири каплиці зі стінописами Джотто, але до 20 століття дійшло лише дві, також і Каплиця Барді.
В каплиці Перуцці представлені сцени життєпису Св. Івана Богослова та Івана Хрестителя. Це шість картин на бічних сценах та чотири вузьких фризи.
Серед сцен життя Івана Богослова:
- «Видіння на острові Патмос»
- «Воскресіння Друзіана»
- «Вознесіння Св. Івана Богослова», що стала ще одним шедевром Джотто.

Відсутність музеїв і художніх шкіл в тогочасній Італії була компенсована наявністю значних мистецьких збірок у церквах і монастирях. Саме сюди залюбки ходили майбутні художники заради спілкування з шедеврами та удосконалення власної майстерності. Таким місцем була й каплиця Перуцці. Збережені свідчення про копіювання фресок каплиці художником Мазаччо. Малюнки-копії фігур Джотто з фрески «Вознесіння Св. Івана Богослова», що збереглися до 21 століття, самі стали шедеврами, бо створені олівцями Мікеланджело Буонарротті.

## Галерея

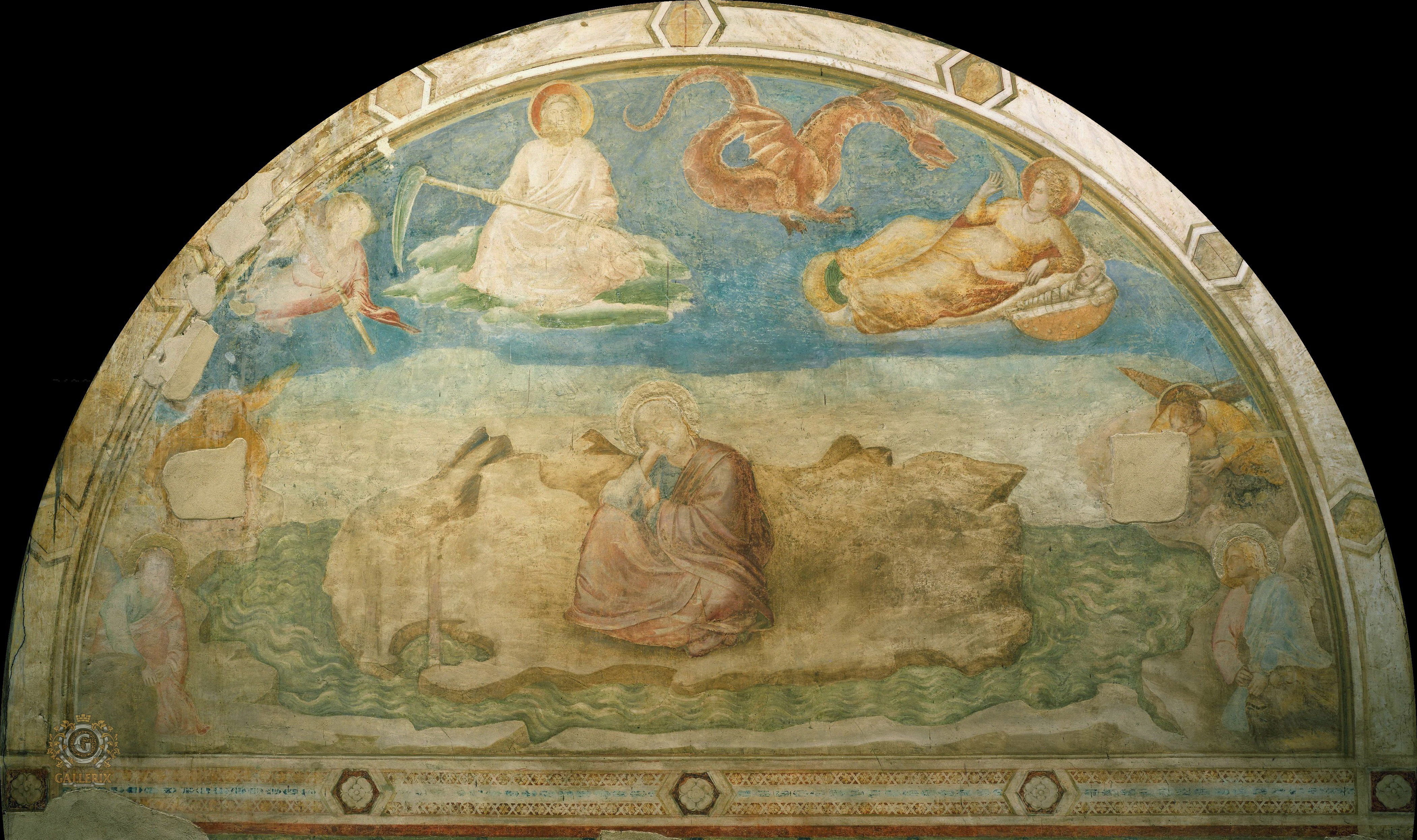
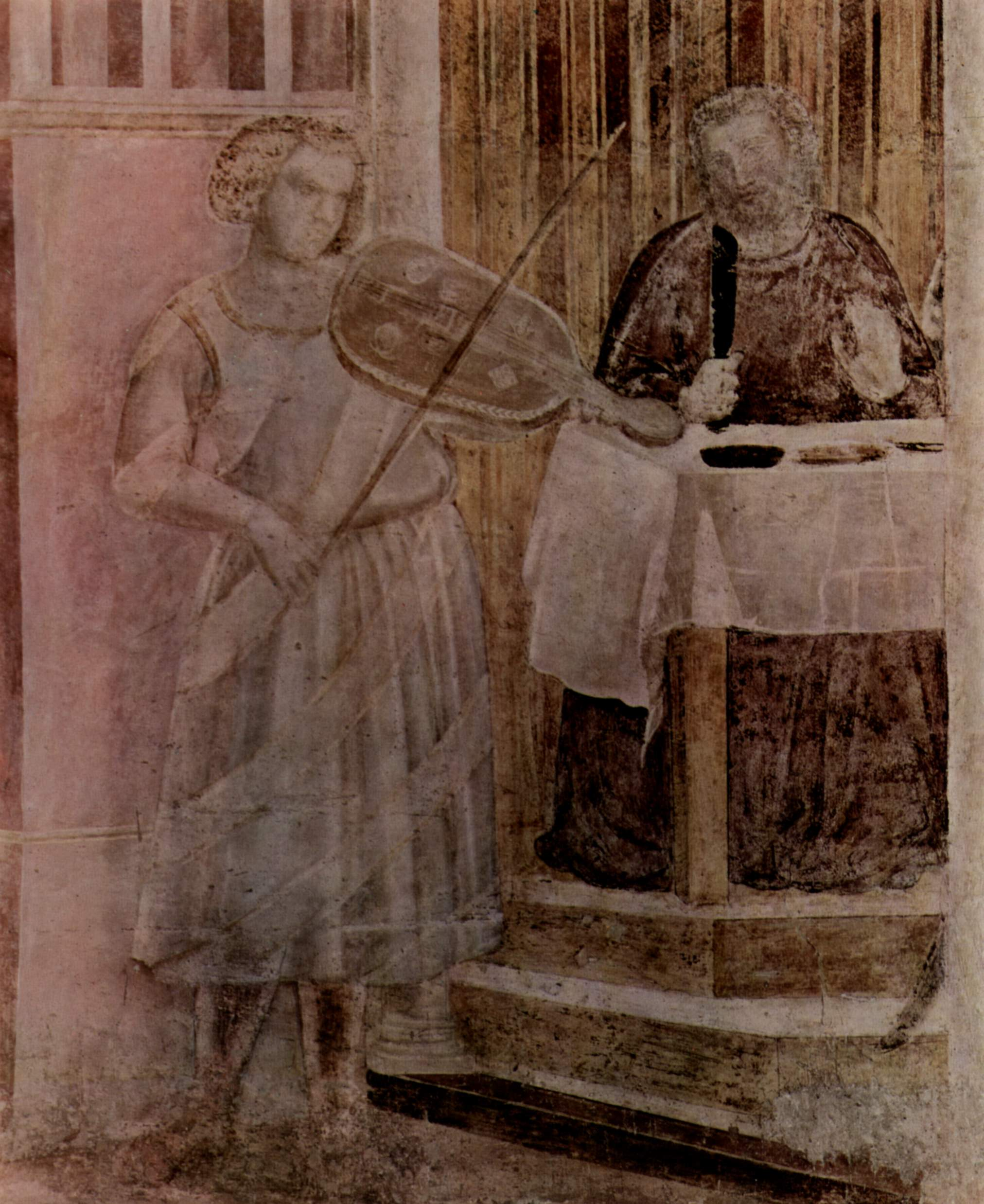
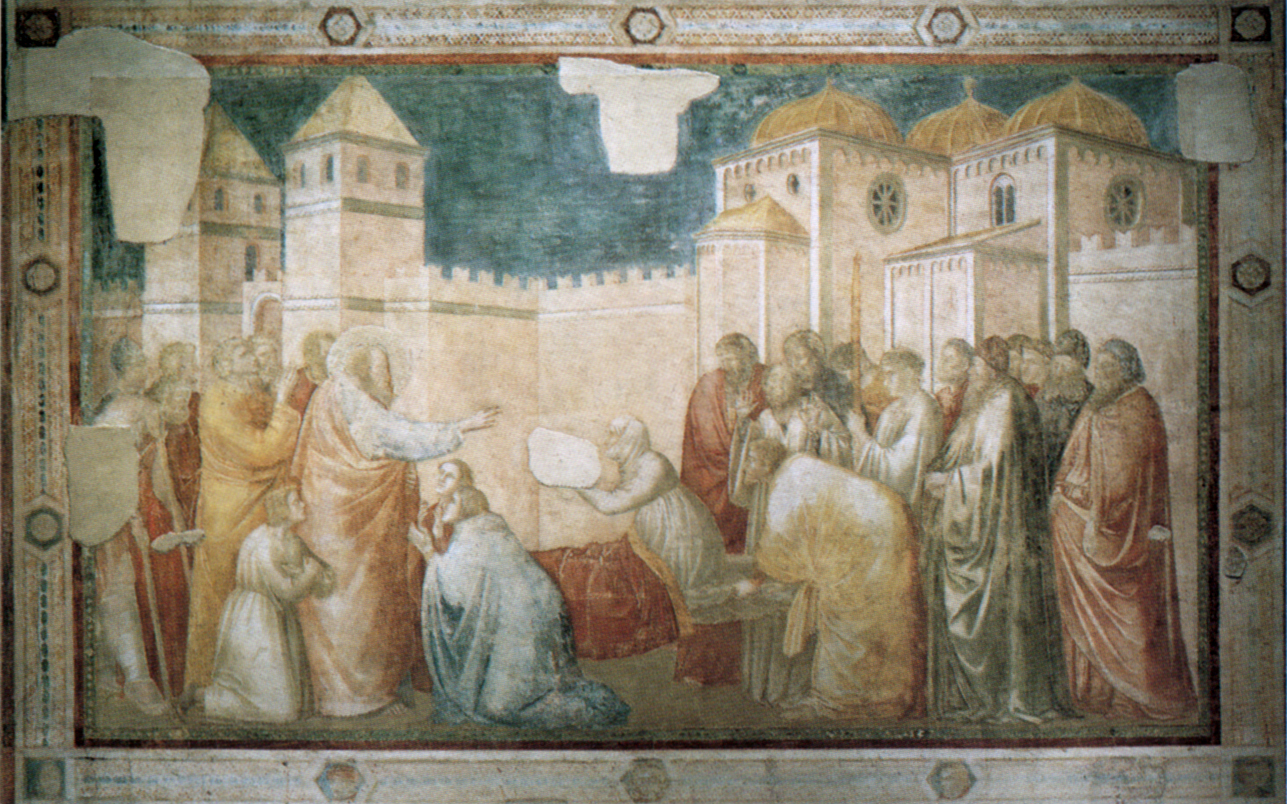
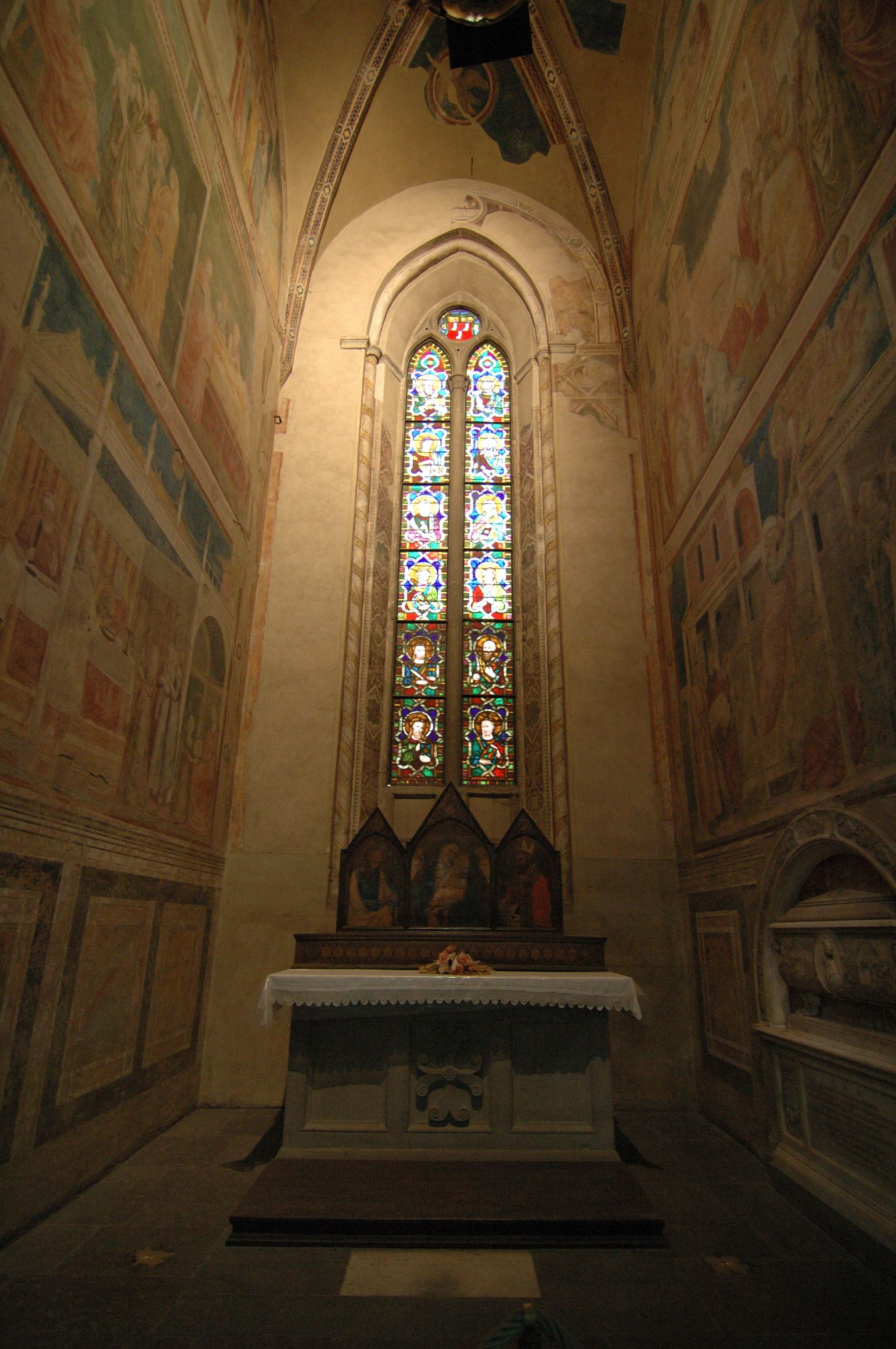